# فیلم‌شناسی چاک نوریس

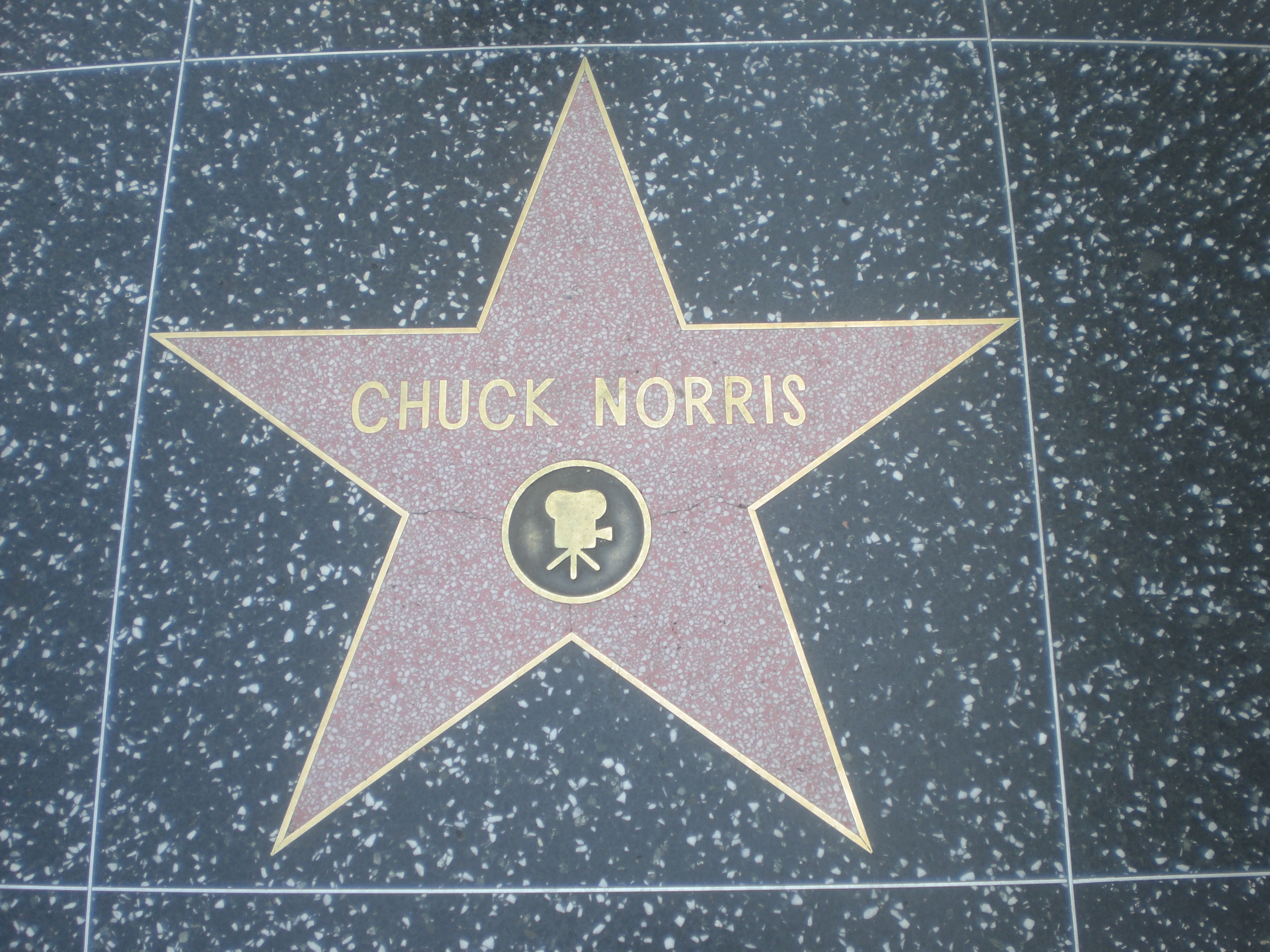
چاک نوریس' star on the پیاده‌رو شهرت هالیوود.

چاک نوریس رزمی کار و بازیگر آمریکایی است که توسط بروس لی با فیلم راه اژدها وارد سینما شد و به شهرتی جهانی رسید.

## فیلم‌شناسی
| سال       | نام فیلم                     | نقش                    | توضیحات          |
| --------- | ---------------------------- | ---------------------- | ---------------- |
| ۱۹۶۹      | خدمه خرابکار                 | حضور کوتاه             |                  |
| ۱۹۷۲      | راه اژدها                    | کلت                    |                  |
| ۱۹۷۷      | خرد کننده! خرد کننده!        | جان دیوید دیویس        |                  |
| ۱۹۷۸      | پسرهای خوب سیاه می‌پوشند      | جان تی. باکر           |                  |
| ۱۹۷۹      | نیروی تک نفره                | مت لوگان               |                  |
| ۱۹۸۰      | هشت ضلعی                     | اسکات جیمز             |                  |
| ۱۹۸۱      | چشم در برابر چشم             | شون خان                |                  |
| ۱۹۸۲      | خشم خاموش                    | دان استیون             |                  |
| ۱۹۸۲      | انتقام اجباری                | جاش راندال             |                  |
| ۱۹۸۳      | گرگ تنها، مکوئید             | جی. جی مکوئید          |                  |
| ۱۹۸۴      | عملیات جنگی ۱                | جيمز برادوک            |                  |
| ۱۹۸۵      | عملیات جنگی ۲                | جیمز برادوک            |                  |
| ۱۹۸۵      | کد سکوت                      | ادی کواک               |                  |
| ۱۹۸۵      | تهاجم آمریکایی               | مت هانتر               |                  |
| ۱۹۸۶      | نیروی دلتا                   | اسکات مک کوی           |                  |
| ۱۹۸۶      | راه آتشین                    | مکس دانیگان            |                  |
| ۱۹۸۸      | قهرمان و ترور                | دنی اوبراین            |                  |
| ۱۹۸۸      | عملیات جنگی ۳                | جیمز برادوک            |                  |
| ۱۹۹۰      | نیروی دلتا ۲: اتصال کلمبیا   | اسکات مک‌کای            |                  |
| ۱۹۹۱      | هیتمن                        | کلیف گارت              |                  |
| ۱۹۹۲      | سایدکیک                      | خودش                   |                  |
| ۱۹۹۳–۲۰۰۱ | واکر، رنجر تگزاس             | والکر                  | مجموعه تلویزیونی |
| ۱۹۹۴      | مقیم جهنم                    | فرانک شاتر             |                  |
| ۱۹۹۵      | سگ برتر                      | جک وایلدر              |                  |
| ۱۹۹۶      | سلحشور جنگل                  | جان مک‌کنا              | فیلم ویدئویی     |
| ۱۹۹۸      | جنگ لوگان: محدود به افتخارات | جیک فالون              | فیلم تلویزیونی   |
| ۲۰۰۰      | آقای رئیس جمهور              | جاشوا                  | فیلم تلویزیونی   |
| ۲۰۰۲      | آقای رئیس جمهور ۲            | جاشوا                  | فیلم تلویزیونی   |
| ۲۰۰۳      | ناقوس بی‌گناهان               | متیو (در نقش یک فرشته) |                  |
| ۲۰۰۵      | رنجر تگزاس                   | والکر                  | فیلم تلویزیونی   |
| ۲۰۰۵      | الماس‌تراش                    | Jجان شفرد              | فیلم ویدئویی     |
| ۲۰۱۲      | بی‌مصرف‌ها ۲                   | باکر                   |                  |
| ۲۰۲۴      | مامور حرفه‌ای                 | کاپیتان آلستر          |                  |
| ۲۰۲۵      | هواپیمای زامبی               | خودش                   |                  |